# Liste der Verwaltungsbezirke von Vorarlberg

Die Lage von Vorarlberg innerhalb Österreichs

Die Gliederung von Vorarlberg

Die Liste der Verwaltungsbezirke von Vorarlberg zeigt die vier Verwaltungsbezirke von Vorarlberg, dem zweitkleinsten Bundesland Österreichs.
Vorarlberg ist in vier Verwaltungsbezirke unterteilt: Bludenz, Bregenz, Dornbirn und Feldkirch.
Flächenmäßig größter Bezirk ist Bludenz, der Kleinste ist Dornbirn. Vorarlberg ist das einzige österreichische Bundesland ohne Statutarstadt. Der Bezirk mit den meisten Einwohnern ist Bregenz, der mit der geringsten Einwohnerzahl ist Bludenz.

## Legenden und Listen

### Städte, Gemeinden und Bemerkungen
- Bezirksname, Lage, KFZ: Nennt den Namen des Bezirks und darunter mittels Karte die Lage innerhalb von Vorarlberg, sowie das Kfz-Kennzeichenkürzel des Bezirks.
- Bezirkshauptstadt, Städte, Marktgemeinden und Gemeinden: Nennt die Bezirkshauptstadt bzw. den Verwaltungssitz sowie alle Städte, Marktgemeinden und Gemeinden, die im Bezirk liegen.[4][5][6][7]
- Bemerkung: Gibt eine Bemerkung zum Bezirk an.

| Bezirksname, Lage, KFZ | Bezirkshauptstadt, Städte, Marktgemeinden und Gemeinden | Bemerkung |
| ---------------------- | --- | --- |
| Bludenz ↓ BZ           | Bezirkshauptstadt (Verwaltungssitz): Bludenz Marktgemeinden: Nenzing • Schruns Gemeinden: Bartholomäberg • Blons • Bludesch • Brand • Bürs • Bürserberg • Dalaas • Fontanella • Gaschurn • Innerbraz • Klösterle • Lech • Lorüns • Ludesch • Nüziders • Raggal • St. Anton im Montafon • St. Gallenkirch • St. Gerold • Silbertal • Sonntag • Stallehr • Thüringen • Thüringerberg • Tschagguns • Vandans | Der Bezirk Bludenz nimmt den gesamten Süden Vorarlbergs ein und ist beinahe so groß wie die restlichen drei Bezirke Bregenz, Dornbirn und Feldkirch zusammen. Innerhalb des Bezirks befinden sich die Täler Walgau, Brandnertal, Montafon, Klostertal und das Große Walsertal. Im Süden des Bezirks befindet sich die Grenze zur Schweiz, im Osten grenzt das österreichische Bundesland Tirol an und im Westen die Schweiz sowie der Zwergstaat Liechtenstein.             |
| Bregenz ↓ B            | Bezirkshauptstadt (Verwaltungssitz): Bregenz Marktgemeinden: Bezau • Egg • Hard • Hörbranz • Lauterach • Wolfurt Gemeinden: Alberschwende • Andelsbuch • Au • Bildstein • Bizau • Buch • Damüls • Doren • Eichenberg • Fußach • Gaißau • Hittisau • Höchst • Hohenweiler • Kennelbach • Krumbach • Langen bei Bregenz • Langenegg • Lingenau • Lochau • Mellau • Mittelberg • Möggers • Reuthe • Riefensberg • Schnepfau • Schoppernau • Schröcken • Schwarzach • Schwarzenberg • Sibratsgfäll • Sulzberg • Warth | Der Bezirk Bregenz mit der gleichnamigen Landeshauptstadt Vorarlbergs befindet sich im Nordosten des Bundeslandes. Er umfasst den Bregenzerwald, das Leiblachtal, das Kleinwalsertal, das Rheindelta und den österreichischen Anteil des Bodensees. Im Osten des Bezirks grenzt das Bundesland Tirol an, im Norden liegt die Staatsgrenze zu Deutschland, westlich befindet sich die Schweiz.                                                                               |
| Dornbirn ↓ DO          | Bezirkshauptstadt (Verwaltungssitz): Dornbirn Stadt: Hohenems Marktgemeinde: Lustenau | Der Bezirk Dornbirn liegt im Westen Vorarlbergs. Mit knapp 170 km² ist er der kleinste und gleichzeitig am dichtesten besiedelte Bezirk des Bundeslandes und nur etwas größer als beispielsweise die steirische Landeshauptstadt Graz. Der Bezirk besteht aus den drei Gemeinden Dornbirn, Hohenems und Lustenau, wobei das Dornbirner Gemeindegebiet rund 70 % des Bezirksgebietes von Dornbirn ausmacht. Westlich des Bezirks befindet sich die Staatsgrenze zur Schweiz. |
| Feldkirch ↓ FK         | Bezirkshauptstadt (Verwaltungssitz): Feldkirch Marktgemeinden: Frastanz • Götzis • Rankweil Gemeinden: Altach • Düns • Dünserberg • Fraxern • Göfis • Klaus • Koblach • Laterns • Mäder • Meiningen • Röns • Röthis • Satteins • Schlins • Schnifis • Sulz • Übersaxen • Viktorsberg • Weiler • Zwischenwasser | Der Bezirk Feldkirch ist der zweitkleinste Bezirk Vorarlbergs. Bis 1969 waren die Bezirke Feldkirch und Dornbirn ein gemeinsamer Bezirk. Im Westen grenzt der Bezirk an das Fürstentum Liechtenstein und im Nordwesten an den schweizerischen Kanton St. Gallen. |

### Daten
- Fläche in km²: Nennt die Fläche des Bezirks in Quadratkilometern.
- Einwohner: Nennt die Anzahl der Einwohner des Bezirks (Stand: 1. Jänner 2024).[8]
- Dichte: Nennt die Dichte des Bezirks (Einwohner pro Quadratkilometer).
- Gemeinden (Städte/Marktgemeinden): Nennt die Gesamtanzahl der Gemeinden (dazu zählen Städte, Marktgemeinden und Gemeinden). In Klammer an erster Stelle steht die Anzahl der Städte und an zweiter Stelle die Anzahl der Marktgemeinden.

| Name        | Fläche in km² | Einwohner | Dichte (Ew/km²) | Gemeinden (Städte/Marktgemeinden) |           |
| ----------- | ------------- | --------- | --------------- | --------------------------------- | --------- |
| Bludenz ↑   | 1.287,64      | 65.954    | 51              | 29 (1/2)                          |           |
| Bregenz ↑   | 863,36        | 137.873   | 160             | 40 (1/6)                          |           |
| Dornbirn ↑  | 172,36        | 93.418    | 542             | 3 (2/1)                           |           |
| Feldkirch ↑ | 278,31        | 112.728   | 405             | 24 (1/3)                          |           |
| Vorarlberg  | 2.601,67      | 409.973   | 141             | 96 (5/12)                         | 96 (5/12) |